# 豊田武
豊田 武（とよだ たけし、1910年（明治43年）3月9日 - 1980年（昭和55年）3月29日）は、日本の歴史学者。文学博士（東京大学・論文博士・1955年）（学位論文「中世日本商業史の研究」）。東北大学名誉教授。日本中世史専攻。

## 来歴
東京出身。1926年、東京府立第一中学校修了。1929年、浦和高等学校文科乙類卒業。1932年、東京帝国大学文学部国史学科卒業。同年から文部省宗教局嘱託として宗教制度調査に携わる。1939年、東京女子高等師範学校助教授となり、1941年に教授。1945年、文部省図書監修官として教科書局勤務を経て、1947年、東北帝国大学教授。村松恒一郎・川上多助門下で戦死した及川完助教授の代わりに、1952年から1957年まで一橋大学兼任教授として日本経済史を教えた。1955年「中世日本商業史の研究」で文学博士（東京大学）の学位を取得。1973年定年退官、東北大学名誉教授、法政大学教授。著作集全8巻がある。正四位勲三等旭日中綬章。

## 著書
- 『日本宗教制度史の研究』厚生閣 1938
- 『中世日本商業史の研究』岩波書店 1944
- 『概説日本歴史』大阪教育図書 1948-49
- 『日本商人史 中世篇』東京堂 1949
- 『封建社会』三省堂出版 (社会科文庫) 1950
- 『日本の封建都市』1952 (岩波全書)
- 『堺 商人の進出と都市の自由』至文堂 (日本歴史新書) 1957
- 『武士団と村落』吉川弘文館 (日本歴史叢書 1963
- 『苗字の歴史』1971 中公新書
- 『英雄と伝説』1976 (塙新書)
- 『日本史小百科 7 家系』近藤出版社 1978
- 『日本の封建制社会』吉川弘文館 1980
- 『豊田武著作集』全8巻 吉川弘文館 1982-83

### 編著
- 『新日本史大系 第3巻 中世社会』 朝倉書店 1954
- 『日本の歴史』全13巻 岡田章雄・和歌森太郎共編 読売新聞社 1959-66
- 『みちのく歴史散歩』 河出書房新社 1962
- 『新・日本史年表 改訂版』 中教出版 1962
- 『体系日本史叢書 第10 産業史 第1』 山川出版社 1964、他に児玉幸多共編で「交通史」「流通史」
- 『人物・日本の歴史 第5 内乱の時代』 読売新聞社 1966
- 『東北の歴史』全3巻 吉川弘文館 1967-79
- 『史料纂集 第1 第1 山科家禮記』飯倉晴武と校訂 続群書類従完成会 1967
- 『日本の歴史 別巻 日本史の発見』岡田章雄・和歌森太郎 読売新聞社 1969
- 『たのしいお話日本の歴史』全10巻 豊田芳子共著 集英社 1971-72
- 『図説日本の歴史 7 武家の勝利』 集英社 1975
- 『室町時代 その社会と文化』ジョン・ホール共編 吉川弘文館 1976
- 『高野山領庄園の支配と構造』 厳南堂書店 1977
- 『近世の都市と在郷商人』 巌南堂書店 1979

### 記念論集
- 『日本近世史の地方的展開』豊田武教授還暦記念会 吉川弘文館 1973
- 『日本古代・中世史の地方的展開』豊田武教授還暦記念会 吉川弘文館 1973
- 『日本中世の政治と文化』豊田武先生古稀記念会 吉川弘文館 1980
- 『日本近世の政治と社会』豊田武先生古稀記念会 吉川弘文館 1980